# دنیس اتکینز
دنیس اتکینز (انگلیسی: Denis Atkins; ۸ نوامبر ۱۹۳۸ – ۱۳ سپتامبر ۲۰۱۶) بازیکن فوتبال اهل بریتانیا بود.
از باشگاه‌هایی که در آن بازی کرده‌است می‌توان به باشگاه فوتبال هادرزفیلد تاون و باشگاه فوتبال برادفورد سیتی اشاره کرد.